# Screaming Trees
Gli Screaming Trees sono stati un gruppo alternative rock statunitense, per alcuni versi riconducibili al fenomeno grunge, di cui sono considerati tra gli ispiratori.

## Storia

### Gli anni ottanta: dagli esordi alla SST
Il gruppo si forma nel 1984 nella città di Ellensburg, Washington, dall'incontro tra i giovani fratelli Van Conner e Gary Lee Conner e il cantautore adolescente Mark Lanegan, ai quali si aggiunge presto il batterista Mark Pickerel. Nel 1985 pubblicano il loro EP di esordio, Other Worlds, seguito nel 1986 dal primo album, Clairvoyance.
Nel 1987 firmano per la SST, l'etichetta indipendente di Greg Ginn (chitarrista dei Black Flag), con la quale pubblicano tre dischi oltre alla ristampa di Other Worlds.
Durante il 1988 organizzano diversi concerti in minuscole città nel nord-ovest statunitense in compagnia dei Beat Happening, una mossa sicuramente azzardata negli anni in cui il successo del grunge e del rock alternativo erano ancora ben al di là da venire. I due gruppi suggelleranno l'esperienza realizzando insieme l'EP Beat Happening/Screaming Trees.
Nel 1989 Lanegan dà alle stampe The Winding Sheet, il suo primo lavoro solista, realizzato con la Sub Pop, storica etichetta di Seattle. Sul disco compaiono, tra gli altri, Kurt Cobain e Krist Novoselic. Gli Screaming Trees pubblicano invece l'album Buzz Factory, l'ultimo della produzione SST Records.

### Gli anni novanta: dalla Epic allo scioglimento
Scaduto il contratto con la SST, nel 1990 ricevono un'offerta dalla stessa Sub Pop, con la quale pubblicano l'EP Change Has Come. Alla fine però decidono di firmare per la Epic Records. Dopo il primo album su major, Uncle Anesthesia (1991), Mark Pickerel abbandona il gruppo, sostituito da Barrett Martin.
È solo con Sweet Oblivion (1992) che il gruppo finalmente riscuote un seppur minimo successo commerciale; di certo li aiuta l'inclusione del singolo Nearly Lost You sulla colonna sonora del film Singles - L'amore è un gioco. Nonostante ciò non riusciranno ad avere gli stessi riscontri di pubblico di gruppi quali Soundgarden, Alice in Chains e Pearl Jam, e continueranno a rimanere per molti anni relegati allo status di gruppo di culto, anche tra gli stessi fan del grunge.
La band organizza numerosi tour per la promozione dell'album, aggiungendo alle sue file il giovane chitarrista Josh Homme, reduce dall'esperienza dei Kyuss. Tuttavia, a causa di contrasti interni, il gruppo entra in una lunga fase di inattività, e per alcuni anni i vari componenti scelgono di dedicarsi ad altri progetti.
In particolare Lanegan, sebbene costantemente impegnato a lottare le sue dipendenze da alcool e droghe, ne approfitta per completare il suo secondo album solista, Whiskey for the Holy Ghost (1993): anche questo album però riscuote successo solo in ambito underground. Poi, nel 1995, prende parte (solo in Long Gone Day e I'm Above), con Barrett Martin, al progetto Mad Season.
Finalmente, nel 1996 il gruppo pubblica un nuovo disco, Dust. Tuttavia l'ondata grunge si è ormai esaurita e per l'ennesima volta vengono praticamente ignorati dal grande pubblico. Pochi mesi dopo si diffondono voci circa lo scioglimento del gruppo, scioglimento che verrà ufficializzato solo nel 2000, dopo l'esibizione del 25 giugno per l'apertura del Seattle Experience Music Project.
Il 22 giugno 2011 viene annunciato un album registrato dalla band tra il 1998 e 1999. Mixato da Jack Endino e Barrett Martin, Last Words: The Final Recordings esce il 2 agosto 2011.

### Fortuna postuma e nuovi progetti
Nel 1998 quasi a sorpresa, Mark Lanegan riprende la sua carriera solista con Scraps at Midnight, e da quel momento in poi prenderà a pubblicare album solisti con cadenza quasi annuale, molto apprezzati dalle riviste indie, e con vendite sempre crescenti.
Su invito del suo vecchio amico Josh Homme, nel 2000 Lanegan entra nella formazione dei Queens of the Stone Age, in tempo per partecipare al loro esordio su major e tornando così all'attenzione del grande pubblico. Tuttavia è con il successivo disco dei QOTSA che riconquista definitivamente un posto di primo piano nel panorama rock internazionale: attirati dalla presenza di Dave Grohl alla batteria, una nuova generazione di ascoltatori scopre il talento di Homme prima e di Lanegan subito dopo.
La nuova fama di Lanegan inevitabilmente finisce per giovare anche agli Screaming Trees che così, ad alcuni anni dal loro scioglimento, trovano finalmente il meritato riconoscimento che li aveva elusi per tutta la loro carriera; successivamente ha collaborato con l'ex Afghan Whigs Greg Dulli, col quale ha formato i Gutter Twins.
Gary Lee Conner (nato il 22 agosto 1962 a Fort Irwin, California) fu ospite sul disco del 1995 di Mike Watt Ball-Hog or Tugboat. Nel 1999 pubblicò su etichetta Sub Pop un 7" EP, intitolato Grasshoppers Dream/Behind The Smile, che vedeva tra gli ospiti anche Josh Homme dei Queens of the Stone Age.
Van Conner (17 marzo 1967 Apple Valley, California - 18 gennaio 2023) ha formato un nuovo gruppo, i Valis, con il quale ha pubblicato 4 album, oltre ad essere ospite nel disco di Mark Lanegan I'll Take Care of You. È morto all'età di 55 anni per una polmonite.
Mark Pickerel (nato ad Ellensburg, Washington) collaborò verso la fine degli anni ottanta con Krist Novoselic e Kurt Cobain dei Nirvana e Mark Lanegan nel progetto The Jury (anche noto come Lithium). I quattro registrarono la cover di Leadbelly Where Did You Sleep Last Night? che è presente nel disco del debutto solista di Lanegan del 1990, The Winding Sheet. Altri 2 pezzi dalle session di registrazione, Grey Goose e Ain't It a Shame si trovano sul box set dei Nirvana With the Lights Out.
Nel 1989 incontra Robert Roth con il quale decide di registrare qualche pezzo. Pickerel chiama anche Hiro Yamamoto, ex bassista dei Soundgarden, per entrare a far parte del gruppo chiamato Truly. Il gruppo registra il primo EP nel 1990. Altri dischi realizzati da questo gruppo sono: Heart and Lungs (1991), Leslie's Coughing Up Blood (1993), Fast Stories ... From Kid Coma (1995), Feeling You Up (1997), e Twilight Curtains (2000), compilation composta di pezzi rari e inediti.
Pickerel ha varato un nuovo progetto, Mark Pickerel and His Praying Hands, con il quale ha pubblicato l'album Snake in the Radio nel maggio 2006.

## Formazione

### Ultima formazione
- Mark Lanegan - voce (1985-2000)
- Gary Lee Conner - chitarra (1985-2000)
- Van Conner - basso (1985-2000)
- Barrett Martin - batteria (1991-2000)

### Componenti aggiuntivi in tour
- Donna Dresch - basso (1988, 1991)
- Sean Hollister - batteria (1991)
- Dan Peters - batteria (1991)
- Josh Homme - chitarra (1996-1998)

### Ex membri
- Mark Pickerel - batteria (1985-1991)

## Discografia

### Album in studio
- 1986 - Clairvoyance
- 1987 - Even If and Especially When
- 1988 - Invisible Lantern
- 1989 - Buzz Factory
- 1991 - Uncle Anesthesia
- 1992 - Sweet Oblivion
- 1996 - Dust
- 2011 - Last Words: The Final Recordings

### Singoli ed EP
- 1986 - Other Worlds
- 1988 - Beat Happening/Screaming Trees (split con i Beat Happening)
- 1990 - Change Has Come
- 1990 - Something About Today
- 1992 - Nearly Lost You
- 1992 - Dollar Bill
- 1993 - Shadow of the Season
- 1996 - All I Know
- 1996 - Sworn and Broken

### Raccolta
- 1991 - Anthology: SST Years 1985-1989
- 2001 - Nearly Lost You
- 2005 - Ocean of Confusion: Songs of Screaming Trees 1990-1996

### Apparizioni in compilation
- Sub Pop 200

### Box set
- 2012 - Original Album Classics